# ボントック族

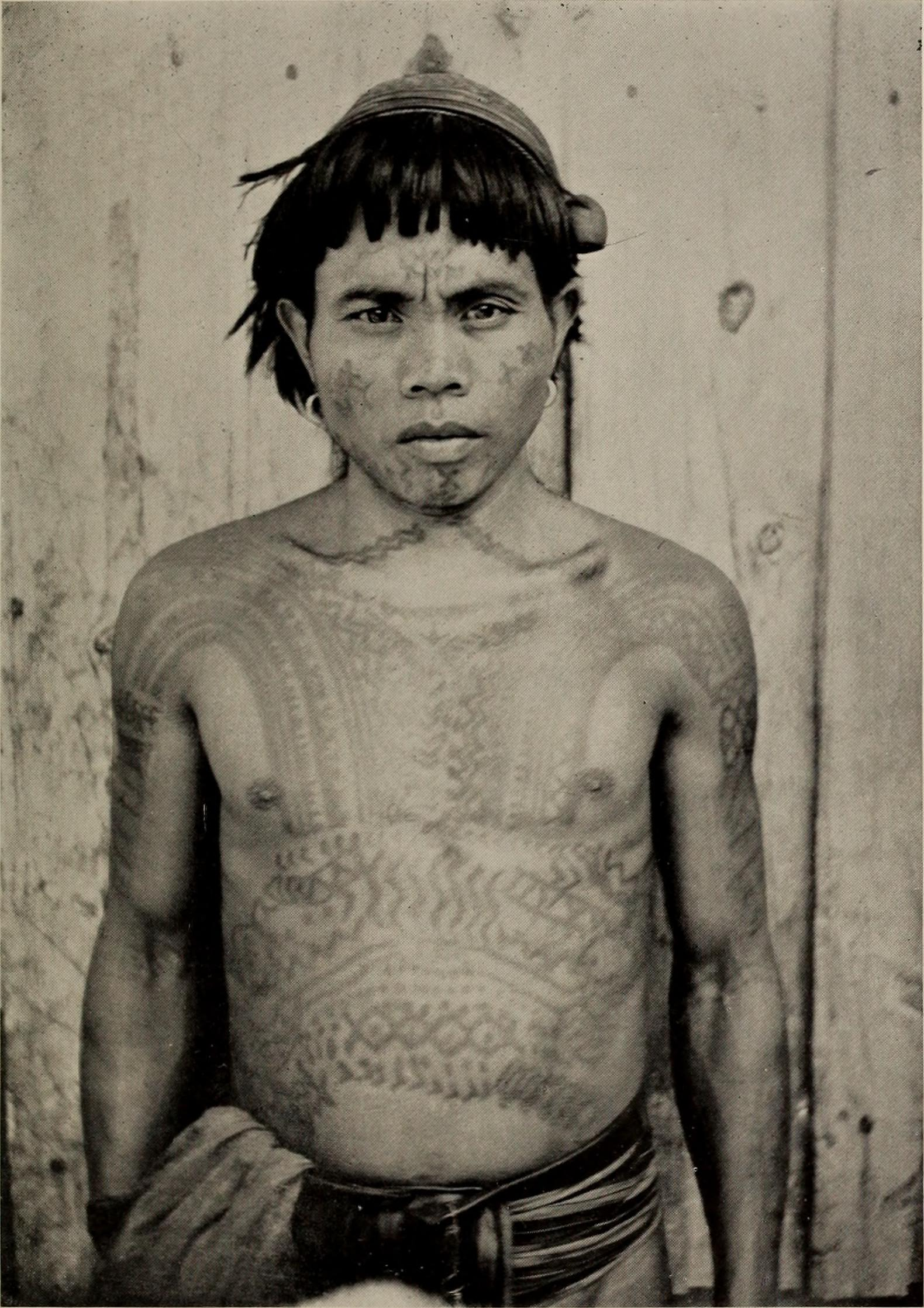

ボントック族（ボントックぞく、Bontocs）はフィリピン・ルソン島北部の山岳管理地域、マウンテン州を中心に生息するプロト・マレー系の少数民族。ボントック語を母語とし、州都ボントックに約5000人居住しているほか、1000人前後の集落を各地に作り生活している。

## 特徴
文化特性は首狩り、巨石記念碑の建立、頭蓋崇拝、生贄などといった東南アジアの複合巨石文化であり、インドのナガ族、東インドネシアのニアス島民などと同じ特徴を持っている。

## 生活
雛壇耕作による水稲栽培の他、タロイモ、ヤムイモなどの芋類、大豆、インゲン豆などの豆類の栽培も行う。また水牛、豚、鶏、犬などの家畜飼育も行う。